# St. James's Park (métro de Londres)
Pour le parc royal, voir St James's Park.
La station St. James's Park est une station du métro de Londres.

## Lieux remarquables à proximité
En fait, directement au-dessus de la station de métro, se trouve le quartier général historique de London Transport, et son successeur Transport for London, numéro 55 Broadway, un édifice dans le style Art Déco. Il fut bâti entre 1927 et 1929 aux designs de Charles Holden. Les offices et la station du métro ont la même entrée. Autre curiosité est que la station de métro soit l'unique en Londres à cette date d'être un monument classé de Grade I (avec le bâtiment).